# アーバスキュラー菌根

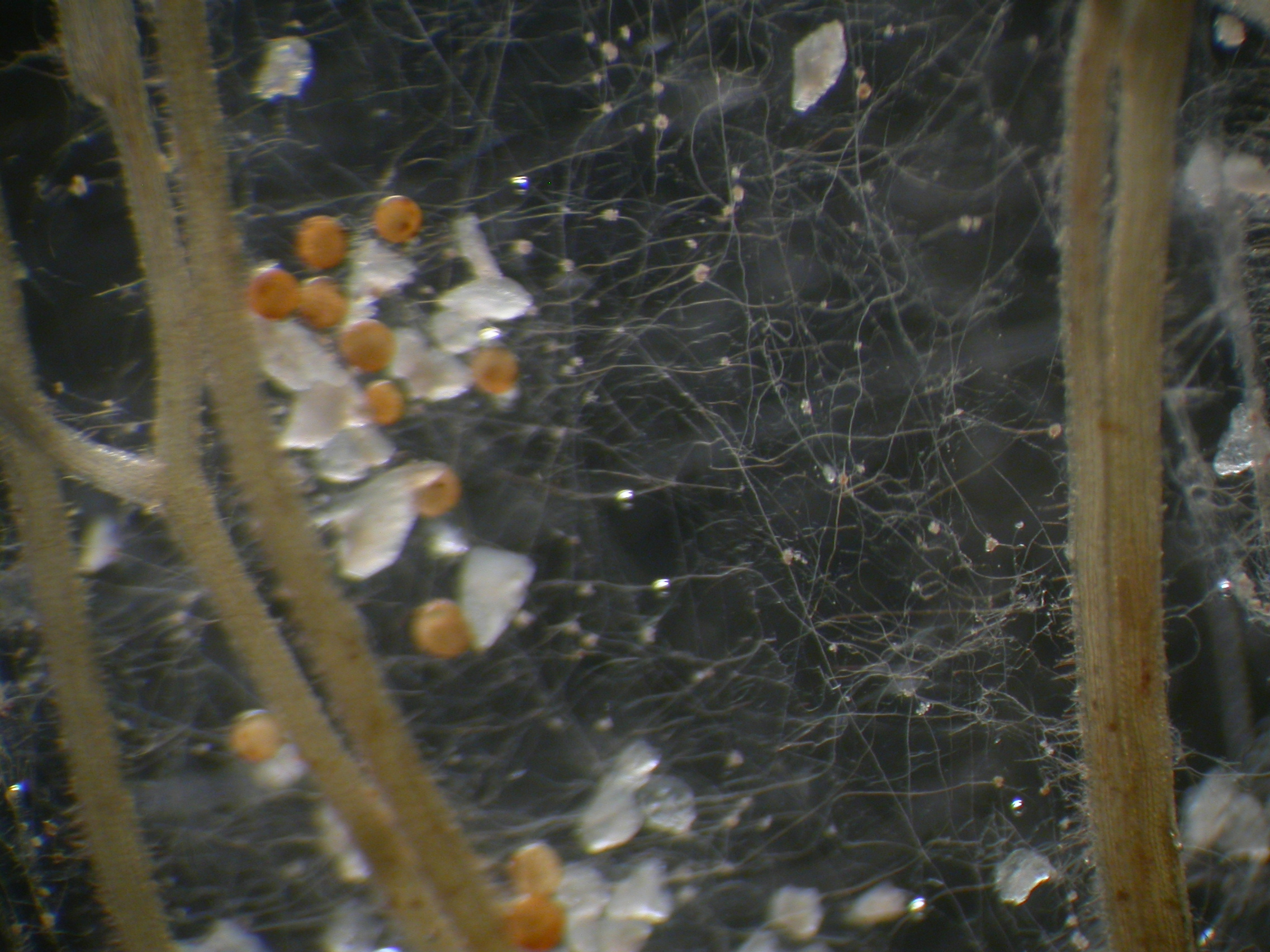
1. ミヤコグサ（マメ科）のアーバスキュラー菌根（根に外見的な変化はないが、菌根菌の細い菌糸と褐色の大きな胞子が見える）

アーバスキュラー菌根（アーバスキュラーきんこん; 英: arbuscular mycorrhiza, AM）は、根に菌類が共生した構造である菌根の1型であり、維管束植物の80%に存在し（図1）、根を欠くシダ植物の配偶体（前葉体）やコケ植物にも同様な構造がしばしば見られる。共生者となる菌根菌（アーバスキュラー菌根菌; arbuscular mycorrhizal fungi, AMF, AM菌）はグロムス類とよばれる菌群であり、植物の細胞内に侵入して栄養交換用の細かく分枝した樹枝状体（arbuscule）を形成する。また、しばしば栄養貯蔵用の嚢状体（vesicle）を形成するため、かつてはVA菌根（vesicular-arbuscular mycorrhiza, VAM）とよばれていたが、嚢状体を形成しないこともあるため、2023年現在ではアーバスキュラー菌根とよばれることが多い。アーバスキュラー菌根は19世紀中頃から認識されるようになり、20世紀中頃にはこの共生が植物に利益を与えるものであることが明らかとなった。
アーバスキュラー菌根では、菌根菌が土壌中から吸収した水や無機栄養分、特にリンを植物に供給し、一方で植物は光合成でつくられた有機物を菌根菌に供給している。菌根にはいくつかのタイプが知られているが、アーバスキュラー菌根は進化的に最も初期に生まれた菌根であり、また現在最も普遍的に見られる菌根である。アーバスキュラー菌根は、陸上生態系のほとんどの生産者に存在し、その土壌栄養分の効率的な利用に重要な役割を果たしているため、陸上生態系の炭素および無機栄養分循環に大きな影響を与える。アーバスキュラー菌根は農業生産にも大きな影響を与えるため、アーバスキュラー菌根菌は微生物資材としても利用されている。

## 構造
アーバスキュラー菌根では、菌根菌（アーバスキュラー菌根菌）が根の内部に侵入する。根から菌糸が伸びているが、根の外部形態には大きな変化は見られない（上図1, 下図2a）。菌糸は根の細胞内（細胞壁と細胞膜の間）に侵入し、細かく分枝して樹枝状体（アーバスキュル、アーバスキュール; arbuscule）を形成する（下図2）。樹枝状体では、宿主植物と菌根菌の間で栄養交換がおこなわれる（下記参照）。また菌根菌の菌糸は、しばしば植物細胞間や細胞内で球形に膨潤し、栄養貯蔵用（中性脂質が多い）の嚢状体（ベシクル; vesicle）を形成する（下図2a, c）。19世紀末に嚢状体が、20世紀初頭に樹枝状体がそれぞれ命名された。また根から根外へ伸びた菌糸（根外菌糸、外生菌糸、外菌糸）は直径2–10マイクロメートル (µm)と細く、高度に分枝しており、根から25センチメートル離れた場所まで伸びることもある（上図1, 下図2a）。また、ときに菌根菌糸が異なる植物に菌根を形成したり、異なる植物の菌根菌糸が互いに吻合して菌根菌ネットワークを形成し、異なる植物の間で無機養分や有機物が転送されている。
アーバスキュラー菌根は、植物内での菌糸の伸長様式などに基づいて、アラム型（Arum-type）とパリス型（Paris-type）の2つのタイプに分けられている。アラム型では、皮層の細胞間に菌糸を伸ばしつつ、あちこちの細胞に分枝した菌糸を侵入させて樹枝状体を形成する（下図3左）。そのため比較的短期間で広い範囲に広がることができる。これに対し、パリス型では皮層の細胞間に菌糸を伸ばすことはせず、侵入した細胞内でコイル、ときに樹枝状体（樹枝状体コイル）を形成しつつ、細胞から細胞へと侵入しながら広がる（下図3右）。このタイプでは菌糸が細胞を貫いて伸びるため、発達は遅い。ただし、アラム型とパリス型の差異は連続的であり、両型の特徴を併せもつ中間的なものも存在する。
アラム型は日当たりが良い環境に生育する草本に多く、パリス型は林床植物に多い。また、植物の科によっても概ね決まっており、アラム型はクスノキ科、アケビ科、マメ科、カタバミ科、トウダイグサ科、ミカン科、ブドウ科、キツネノマゴ科、シソ科、クマツヅラ科、オオバコ科、キク科に、パリス型はユリ科、サルトリイバラ科、アヤメ科、マンサク科、スミレ科、クワ科、ニレ科、ムクロジ科、フウロソウ科、アジサイ科、サクラソウ科、ヤブコウジ科、アカネ科、リンドウ科、モチノキ科、ウコギ科に見られる。

## 機能

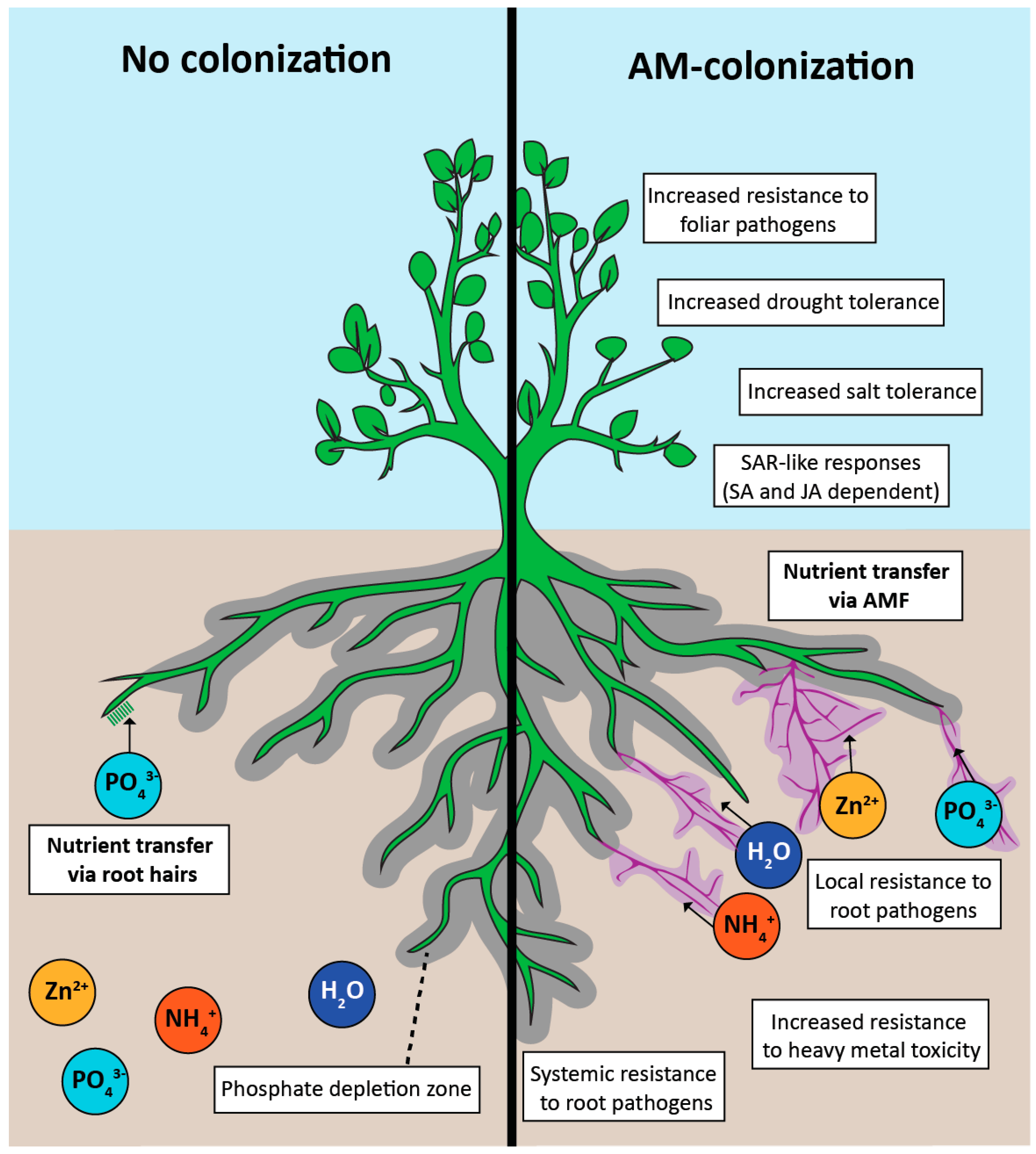
4. アーバスキュラー菌根の存在による植物にとっての利点（右）:（上から）葉の寄生生物への耐性向上、乾燥耐性の向上、塩耐性の向上、全身獲得抵抗性様の反応、栄養分の転送、根の寄生生物への局部抵抗性、重金属耐性の向上、根の病原生物への全身抵抗性（根の周囲の灰色はリン欠乏域、紫色は菌根菌の菌糸を示す）

アーバスキュラー菌根菌は土壌中に菌糸を張り巡らし、土壌から水や栄養塩を吸収して植物に供給する。菌根外へ伸ばす菌糸（外菌糸）の伸長速度は、1日に0.2–3ミリメートル (mm) に達する。リンは溶脱しにくいため、根の周囲の土壌にはリン欠乏域ができるが、外菌糸はこれ以上遠くまで伸びて栄養分を吸収できる（図4）。土壌中の菌糸密度は0.06–40メートル/グラムに達する。また、アーバスキュラー菌根菌を介して他の植物と繋がり（菌根菌ネットワーク）、他の植物から栄養塩を得ることもある。
アーバスキュラー菌根菌が供給する無機栄養分としては、特にリンが重要である。菌根菌によって吸収されたリン酸は、ポリリン酸として液胞に貯蔵され、菌根内へ運ばれる。樹枝状体においてポリリン酸は加水分解され、リン酸として植物に供給される。土壌中のリン酸濃度が高いと（菌根菌の有用性が低いと）、アーバスキュラー菌根の樹枝状体の形成が抑制される。また、窒素（アンモニウム、硝酸）や亜鉛、銅などの栄養分も吸収、供給される。アーバスキュラー菌根菌は、植物の成長に必要なリンの100%、窒素の80%を供給していることもある。他にも、宿主植物に、環境ストレスや病原生物に対する耐性の向上をもたらすことも報告されている（図4）。一方で、植物は光合成に由来する糖類（グルコース）および脂質を菌根菌に供給する。このような物質交換は、樹枝状体において行われる（上図2）。
上記のように、アーバスキュラー菌根における植物と菌根菌の関係は、基本的に相利共生である。しかし、植物と菌根菌の組み合わせや環境条件によってはほとんど影響が見られないことや、負の影響が見られることもある。また、植物の中には光合成能を欠き、有機養分も含めほとんどの栄養分をアーバスキュラー菌根菌（およびこれを介してつながっている他の植物）に依存している植物もいる（菌従属栄養植物; 下記参照）。
アーバスキュラー菌根における菌根菌との共生は、土壌栄養分の効率的な利用を可能にし、植物の成長を促進する。また下記のように、ほとんどの陸上植物はアーバスキュラー菌根を形成している。そのため、アーバスキュラー菌根は、陸上生態系において極めて重要な存在であり、その炭素およびリン循環に大きな影響を与える。また、アーバスキュラー菌根共生は農作物にとっても重要であり、効率的な農業生産のためにアーバスキュラー菌根菌を微生物資材として利用することが広く行われている。特にアーバスキュラー菌根菌によるリン供給は重要であり、リン肥料の節約などが可能になる。

## 形成
アーバスキュラー菌根の菌根菌であるグロムス類の胞子は、植物の有無に関わらず発芽できるが、植物が分泌する植物ホルモンであるストリゴラクトン（下図5a）によって発芽がより誘導される。またストリゴラクトンはアーバスキュラー菌根菌の分枝を誘導し、菌根菌と植物がアクセスしやすくなる。グロムス類はリポキチンオリゴ糖（LCO; Mycファクター; 下図5b）を分泌し、これを植物が認識して菌糸を受け入れることで共生関係が成立する。菌糸が根に達すると、根の表面に付着器（菌足; appressorium, hyphopodium）を形成して根の中に侵入し、また植物が菌糸の侵入・伸長をガイドする機能をもつと考えられている前侵入装置 (prepenetration apparatus) を形成する。菌糸は細胞間隙を伸長し、また細胞内に侵入して樹枝状体を形成する。菌根内でのアーバスキュラー菌根菌のライフサイクルは短く、樹枝状体は数日で崩壊する。

## 宿主植物
アーバスキュラー菌根はもっとも普遍的な菌根であり、維管束植物の約80%の種に見られるとされる。身近な植物では、スギナ、ゼンマイ、ワラビ、ソテツ、イチョウ、スギ、ヒノキ、アボカド、コショウ、サトイモ、ユリ、タマネギ、イネ、コムギ、トウモロコシ、ススキ、シバ、ツユクサ、バナナ、ブドウ、スミレ、カタバミ、シロツメクサ、ダイズ、イチゴ、リンゴ、キュウリ、ミカン、カエデ、ナス、トマト、コーヒー、ミント、オオイヌノフグリ、ニンジン、レタス、ヒマワリなどに見られる。マメ科植物は根粒（窒素固定を行う細菌との共生構造）を形成すると同時に、アーバスキュラー菌根をもつ。
シダ植物の配偶体（前葉体）は根をもたないが、アーバスキュラー菌根と同様の共生構造がしばしば見られる。同様に、コケ植物も根をもたないが、苔類のコマチゴケ綱、ゼニゴケ綱、ツボミゴケ綱の初期分岐群、およびツノゴケ類には、アーバスキュラー菌根と同様の共生構造が見られる（下図6）。
一方、温帯域から亜寒帯域の森林の優占種であるマツ科やブナ科、カバノキ科の植物はふつう外生菌根をもつが、アーバスキュラー菌根をもつ種もいる。ラン科やツツジ科は、アーバスキュラー菌根ではない特殊な菌根をもつ。また、カヤツリグサ科、タデ科、ナデシコ科、スベリヒユ科、ヒユ科、アブラナ科などでは菌根を全くもたない種が比較的多い。コケ植物の蘚類もアーバスキュラー菌根共生を持たないことが知られているが、アーバスキュラー菌根共生に必要な遺伝子を欠くことが報告されている。
アーバスキュラー菌根共生に関わる遺伝子の少なくとも一部は陸上植物全体（コケ植物から被子植物）に存在することから、現生陸上植物の共通祖先がアーバスキュラー菌根共生のシステムをもち、これが陸上植物の起源・初期進化に重要であったと考えられている。デボン紀前期（約4億年前）の陸上植物の最初期の大型化石（ただしこれらの植物は根をもたない）からアーバスキュラー菌根の樹枝状体に似た構造が見つかっていることも、このことを支持している。

### 菌従属栄養植物
アーバスキュラー菌根における植物と菌根菌の関係は、上記のように基本的には相利共生である。しかしアーバスキュラー菌根をもつ一部の植物は光合成能を欠き、菌根菌から有機物を含む栄養分を得ている菌従属栄養植物である。アーバスキュラー菌根菌は生きた植物からのみ有機物を得るため、このような菌従属栄養植物はアーバスキュラー菌根菌が共生している別の植物から有機物を得ていることになる。このような菌従属栄養植物はサクライソウ科、ヒナノシャクジョウ科、ホンゴウソウ科、コルシア科、リンドウ科の一部に見られる（下図7a–e）。またヒカゲノカズラ目（小葉類）の一部やマツバラン目、ハナヤスリ目（ハナヤスリ亜綱）の配偶体（前葉体）も光合成能を欠き、アーバスキュラー菌根菌を介して栄養を得る菌従属栄養性であることが知られている。これらは胞子体になると自身で光合成を行うが（下図7f）、サクラジマハナヤスリでは、光合成を行う胞子体になっても菌根菌から炭素源を得る部分的菌従属栄養植物であることが報告されている。

## アーバスキュラー菌根菌
アーバスキュラー菌根における菌根菌は、ふつうグロムス類である。グロムス類は古くは接合菌門に分類されていたが、分子系統学的研究から独立したグループに分類されるようになった（2023年現在ではグロムス門、またはケカビ門グロムス亜門に分類される）。既知種は全て絶対共生性（共生して宿主から栄養を得なければ生きられない）であり、ほとんどの種はアーバスキュラー菌根を形成している。そのため、グロムス類を培養する際には宿主とともに培養する必要がある。ただし、2019年に、特定の脂肪酸（パルミトレイン酸）を加えることで純粋培養が可能である例が報告されている。
グロムス類は基本的に隔壁を欠く多核菌糸をもち、数十から数千個の核を含む大きな（直径 40–1,000 µm）厚壁胞子を形成する（上図8）。厚壁胞子は耐久性が高く、緑化・農業資材としての菌根菌接種源に利用されている。グロムス類では、典型的な有性生殖は知られていない。アーバスキュラー菌根菌の宿主特異性は極めて低く、グロムス類のそれぞれの種がさまざまな植物と共生可能であり、それぞれ植物は多様なアーバスキュラー菌根菌と共生可能である。グロムス類は、胞子から発芽した菌糸、または他の菌根からの菌糸によって新たな根に感染する。
ただし、2010年代後半以降、グロムス類以外の菌類がアーバスキュラー菌根の菌根菌である例が知られるようになった。この菌根菌はファインエンドファイト（fine endophyte, FE; fine root endophyte, FRE）ともよばれる。グロムス類に類似するが、菌糸が細く、樹枝状体の主軸も細く、嚢状体様構造や胞子が小さい。古くはグロムス類と混同され、Glomus tenue とよばれていたこともある。分子系統学的研究などから、この菌根菌はケカビ門ケカビ亜門のアツギケカビ目に属することが示されている。アツギケカビ目はコケ植物からも報告されており、またブナ科やフトモモ科、ナンキョクブナ科などの植物と外生菌根を形成することもある。